# Cockerham
Cockerham is een civil parish in het bestuurlijke gebied Lancaster, in het Engelse graafschap Lancashire met 671 inwoners.